# Golden Axe (computerspelserie)
Golden Axe is een Beat 'em up computerspelreeks ontwikkeld door de Japanse computerspelontwikkelaar Sega. Het eerste spel in de reeks werd als arcadespel uitgebracht in juni 1989, later werden meerdere vervolgdelen uitgebracht.

## Plot
De spelserie speelt zich af in de fictieve middeleeuwse wereld Yuria waarin de kwaadaardige "Death Adder" de koning en zijn dochter heeft gekidnapt. Death Adder heeft ook de legendarische gouden bijl gestolen en dreigt hiermee het land te vernietigen.

## Trivia
Golden Axe werd geïnspireerd door de film Conan the Barbarian en leent zelfs audiofragmenten uit deze en andere Hollywood-films.

## Spellen in de reeks
Hoofdserie:
- Golden Axe (1989)
- Golden Axe II (1991)
- Golden Axe: The Revenge of Death Adder (1992)
- Golden Axe III (1993)
- Golden Axe: Beast Rider (2008) – Ontwikkeld door Secret Level

Spin-offs:
- Golden Axe Warrior (1991)
- Ax Battler: A Legend of Golden Axe (1991) – Ontwikkeld door Aspect
- Golden Axe: The Duel (1994)